# 53. Berlini Nemzetközi Filmfesztivál
Az 53. Berlini Nemzetközi Filmfesztivál 2003. február 6. és 16. között rendezték meg, a nyitófilm Rob Marshalltól az Chicago, míg a zárófilm Martin Scorsesetől a New York bandái volt.  A fesztivál zsűrielnöke Atom Egoyan kanadai filmkészítő és producer volt. Az Arany Medve díjat Michael Winterbottom filmje, Ezen a világon nyerte.

## Zsűri
Az alábbi emberek voltak a fesztivál zsűrijének tagjai:

### Filmek
- Atom Egoyan, kanadai filmkészítő és producer - Zsűrielnök
- Martina Gedeck, németországi színésznő
- Anna Galiena, olasz színésznő
- Kathryn Bigelow, amerikai filmkészítő és producer
- Abderrahmane Sissako, mauritiusi filmkészítő
- Humbert Balsan, francia színész és producer
- Geoffrey Gilmore, a Tribeca Filmfesztivál amerikai rendezője

### Rövidfilmek
- Andreas Dresen, német filmkészítő
- Phyllis Mollet, a FIAPF francia kommunikációs rendezője
- Thom Palmen, a Umeå Nemzetközi Filmfesztivál svéd rendezője

## Versenyben lévő filmek
Az alábbi filmek voltak versenyben az Arany Medve- és az Ezüst Medve-díjakért:

| Magyar cím                       | Eredeti cím                                | Rendező               | Ország                                         |
| -------------------------------- | ------------------------------------------ | --------------------- | ---------------------------------------------- |
| Az utolsó éjjel                  | 25th Hour                                  | Spike Lee             | Amerikai Egyesült Államok                      |
| Adaptáció                        | Adaptation                                 | Spike Jonze           | Amerikai Egyesült Államok                      |
| Alexandra filmje                 | Alexandra's Project                        | Rolf de Heer          | Ausztrália                                     |
| Bénító vágy                      | Der alte Affe Angst                        | Oskar Roehler         | Németország                                    |
| Mang jing                        | 盲井                                       | Li Jang               | Kína, Németország, Hongkong                    |
| Egy veszedelmes elme vallomásai  | Confessions of a Dangerous Mind            | George Clooney        | Amerikai Egyesült Államok, Kanada, Németország |
| Fények távolában                 | Lichter                                    | Hans-Christian Schmid | Németország                                    |
| A romlás virága                  | La fleur du mal                            | Claude Chabrol        | Franciaország                                  |
| Good bye, Lenin!                 | Good bye, Lenin!                           | Wolfgang Becker       | Németország                                    |
| Hős                              | 英雄                                       | Yimou Zhang           | Kína, Hongkong                                 |
| Son frère                        | Son frère                                  | Patrice Chéreau       | Franciaország                                  |
| Az órák                          | The Hours                                  | Stephen Daldry        | Amerikai Egyesült Államok, Egyesült Királyság  |
| Nem félek                        | Io non ho paura                            | Gabriele Salvatores   | Olaszország, Spanyolország, Egyesült Királyság |
| Ezen a világon                   | In This World                              | Michael Winterbottom  | Egyesült Királyság                             |
| David Gale élete                 | The Life of David Gale                     | Alan Parker           | Amerikai Egyesült Államok, Németország         |
| Brouette asszony lenyűgöző sorsa | L'extraordinaire destin de Madame Brouette | Moussa Sene Absa      | Kanada, Szenegál, Franciaország                |
| Az élet nélkülem                 | My Life Without Me                         | Isabel Coixet         | Spanyolország, Kanada                          |
| Petites coupures                 | Petites coupures                           | Pascal Bonitzer       | Franciaország, Egyesült Királyság              |
| Solaris                          | Solaris                                    | Steven Soderbergh     | Amerikai Egyesült Államok                      |
| Zöldhatár                        | Rezervni deli                              | Damjan Kozole         | Szlovénia                                      |
| Az alkonyat harcosa              | たそがれ清兵衛                             | Jamada Jódzsi         | Japán                                          |
| Igenis, nővérke!                 | Ja zuster, nee zuster                      | Pieter Kramer         | Hollandia                                      |

### Rövidfilmek
| Magyar cím                                    | Eredeti cím                                   | Rendező                | Ország                                   |
| --------------------------------------------- | --------------------------------------------- | ---------------------- | ---------------------------------------- |
| (A)Torzija                                    | (A)Torzija                                    | Stefan Arsenijevic     | Szerbia                                  |
| Araki: The Killing of a Japanese Photographer | Araki: The Killing of a Japanese Photographer | Anders Morgenthaler    | Dánia                                    |
| The Chubbchubbs!                              | The Chubbchubbs!                              | Eric Armstrong         | Amerikai Egyesült Államok                |
| Delores                                       | Delores                                       | Adam Stevens           | Németország                              |
| En ausencia                                   | En ausencia                                   | Lucía Cedrón           | Németország                              |
| The Good Son                                  | The Good Son                                  | Michael Sandoval       | Egyesült Királyság                       |
| Guerra alle pietre                            | Guerra alle pietre                            | Andreas Teuchert       | Németország                              |
| Yshov tramvay N° 9                            | Йшов трамвай дев'ятий номер                   | Stepan Koval           | Ukrajna                                  |
| Fish                                          | Fish                                          | Jonathan Davies        | Finnország                               |
| Mein Erlöser                                  | Mein Erlöser                                  | Athanasios Karanikolas | Németország                              |
| La partita                                    | La partita                                    | Ursula Ferrara         | Olaszország                              |
| Plano-Seqüência                               | Plano-Seqüência                               | Patrícia Moran         | Brazília                                 |
| Rettet Berlin!                                | Rettet Berlin!                                | Gerd Conradt           | Németország                              |
| Spin                                          | Spin                                          | Cath Le Couteur        | Egyesült Királyság                       |
| Talmen                                        | Talmen                                        | Stijn van Santen       | Hollandia                                |
| The Toll Collector                            | The Toll Collector                            | Rachel Johnson         | Csehszlovákia, Amerikai Egyesült Államok |
| Utes Ende                                     | Utes Ende                                     | Nathalie Percillier    | Franciaország                            |

### Retrospektív
Az alábbi filmeket vetítették a fesztivál retrospektív programjában:
| Magyar cím                     | Eredeti cím                           | Rendező                            | Ország                            |
| ------------------------------ | ------------------------------------- | ---------------------------------- | --------------------------------- |
| A hetedik mennyország          | 7th Heaven                            | Frank Borzage                      | Amerikai Egyesült Államok         |
| Égő szántóföld                 | Der brennende Acker                   | Friedrich Wilhelm Murnau           | Németország                       |
| A nagyváros lánya              | City Girl                             | Friedrich Wilhelm Murnau           | Amerikai Egyesült Államok         |
| Kora tavasz                    | 早春                                  | Yasujirō Ozu                       | Japán                             |
| A napéjegyenlőség virága       | 彼岸花                                | Yasujirō Ozu                       | Japán                             |
| Faust                          | Faust – Eine deutsche Volkssage       | Friedrich Wilhelm Murnau           | Németország                       |
| Négy fivér                     | Four Sons                             | John Ford                          | Amerikai Egyesült Államok         |
| Jó reggelt!                    | お早よう                              | Yasujirō Ozu                       | Japán                             |
| A nagyherceg pénzügyei         | Die Finanzen des Großherzogs          | Friedrich Wilhelm Murnau           | Németország                       |
| Örök éjszaka                   | Der Gang in die Nacht                 | Friedrich Wilhelm Murnau           | Németország                       |
| Az utolsó ember                | Der letzte Mann                       | Friedrich Wilhelm Murnau           | Németország                       |
| Szüzek tánca                   | Legong: Dance Of The Virgins          | Henry de La Falaise                | Amerikai Egyesült Államok         |
| A víg özvegy                   | The Merry Widow                       | Ernst Lubitsch                     | Amerikai Egyesült Államok         |
| Moana                          | Moana                                 | Robert J. Flaherty                 | Amerikai Egyesült Államok         |
| Nosferatu                      | Nosferatu, eine Symphonie des Grauens | Friedrich Wilhelm Murnau           | Németország                       |
| Nosferatu: Az éjszaka fantomja | Nosferatu – Phantom der Nacht         | Werner Herzog                      | Nyugat-Németország, Franciaország |
| Philadelphiai történet         | The Philadelphia Story                | George Cukor                       | Amerikai Egyesült Államok         |
| Fantom                         | Phantom                               | Friedrich Wilhelm Murnau           | Németország                       |
| Tabu                           | Tabu: A Story of the South Seas       | Friedrich Wilhelm Murnau           | Amerikai Egyesült Államok         |
| Tartuffe                       | Tartuffe                              | Friedrich Wilhelm Murnau           | Németország                       |
| Fehér árnyak                   | White Shadows in the South Seas       | W. S. Van Dyke, Robert J. Flaherty | Amerikai Egyesült Államok         |

## Győztesek
- Arany Medve: Ezen a világon (Michael WinterbottomÖ
- Zsűri Nagydíja: Adaptáció (Spike Jonze)
- Ezüst Medve díj a legjobb rendezőnek: Patrice Chéreau (Son frère)
- Ezüst Medve díj a legjobb színésznek: Sam Rockwell (Egy veszedelmes elme vallomásai)
- Ezüst Medve díj a legjobb színésznőnek: Meryl Streep, Nicole Kidman, Julianne Moore (Az órák)
- Ezüst Medve díj a legjobb filmzenének: Majoly, Serge Fiori and Maadu Diabaté for Madame Brouette
- Ezüst Medve díj a kiemelkedő művészi teljesítményért: Li Jang (Mang jing)
- Arany Medve a legjobb rövidfilmnek
  - In Absentia (Lucía Cedrón)
  - Yshov tramvay N° 9 by Stepan Koval
- Tiszteletbeli Arany Medve
  - Anouk Aimée
- Berlinale Kamera
  - Artur Brauner
  - Peer Raben
  - Erika Richter
- Panorama Publikumspreis, a Közönség-díj
  - Törött szárnyak (Nir Bergman)
- Kristály Medve a legjobb gyermekek részére készített filmnek
  - Legjobb rövidfilm: Le trop petit prince (Zoia Trofimova)
  - Legjobb egész estés film: Elina (Klaus Härö)
- FIPRESCI-díj
  - Fények távolában (Hans-Christian Schmid)
- Tiszteletbeli említés: Remake (Dino Mustafić)

## Fordítás
- Ez a szócikk részben vagy egészben  a(z)   53rd Berlin International Film Festival című angol Wikipédia-szócikk fordításán alapul.  Az eredeti cikk szerkesztőit annak laptörténete sorolja fel. Ez a jelzés csupán a megfogalmazás eredetét és a szerzői jogokat jelzi, nem szolgál a cikkben szereplő információk forrásmegjelöléseként.